# 潮見寺 (徳島市)
潮見寺（ちょうけんじ）は徳島県徳島市西二軒屋町にある仏教寺院。山号は黒谷山、宗派は浄土真宗本願寺派。本尊は阿弥陀如来。

## 歴史
創建された時期は不明。寺伝によれば初め大瓶浦にあったが、天正地震（1586年）による津波によって海中に水没。その後、徳島市福島を経て西二軒屋に移転した。
新居水竹の遺髪が葬られていることでも有名。1870年9月15日に庚午事変に関わった（朝廷の兵を私的に用いた）為、小倉富三郎と共に切腹刑（日本法制史上最後の切腹刑）に処された新居は、小心塾時代の弟子・近藤廉平（元日清汽船社長、日本郵船会社社長）によってこの寺に遺髪を葬られた

## 事件
元僧侶が2014年12月16日に女性を刺殺したとして殺人などの罪で起訴され、2015年11月25日に初公判が開かれ、検察側は元僧侶の動機を「◯◯被告（元僧侶の実名につき伏せ字）は接客業をしていた◯◯さん（被害者の実名につき伏せ字）に現金340万円を渡し、仕事を辞め他の男性と会わないように要求したが、関係が悪化し、お金を返してもらえず殺害に至った」とし、元僧侶は「間違いありません」と起訴内容を認め、弁護側は「◯◯さん（被害者の実名につき伏せ字）をつなぎとめるために多額の現金を渡していたが、裏切られたことが犯行の経緯」と主張した。2015年12月1日、松山地方裁判所は、元僧侶に懲役16年（求刑懲役18年）の判決を言い渡した。

## 境内
- 山門
- 本坊

## 所在地
- 〒770-8061 徳島県徳島市西二軒屋町2-31

## 交通
- JR四国牟岐線 二軒屋駅下車 徒歩6-7分。